# Aeroportul Takoradi
Aeroportul Takoradi (în engleză Takoradi Airport) (IATA: TKD, ICAO: DGTK) este un aeroport din Sekondi-Takoradi⁠(d), Sekondi Takoradi Metropolitan District⁠(d), Regiunea de Vest, Ghana ce deservește zona Sekondi-Takoradi⁠(d).
Situat la o altitudine de 6 m, aeroportul dispune de 1 pistă.

## Infrastructură

### Piste
Aeroportul dispune de o singură pistă. Pista are orientarea 22 ft / 6.7056 m. 